# Josep Batlló Samón
Josep Batlló Samón (Caldes de Montbui, Barcelona, 9 de juliol de 1939 - 2 de novembre de 2016) va ser un editor, antòleg, poeta, crític literari i llibreter català. Fundador de la col·lecció de poesia El bardo, que va dirigir entre 1964-1974, i l'editorial Taifa. D'entre les seves aportacions editorials al context i difusió de la poesia espanyola de la segona meitat del segle xx sobresurt la seva Antología de la nueva poesía española, la primera edició de la qual fou publicada l'abril de 1968.

## Biografia
Fill d'un jardiner, va passar la seva infància i joventut en Sevilla, on va arribar a representar peces com Final de partida de Beckett, i iniciar la seva activitat poètic-editorial amb la creació de la revista La Trinchera (frente de poesía libre), en novembre de 1962 (junt amb Manuel Guerra Pelufo i Amelia Romero); publicació de la qual solament apareixerien tres nombres (els dos últims editats ja a Barcelona el 1966), però que va servir de model a La píldora, revista il·legal creada a Barcelona el 1967 -a partir d'unes reunions amb Amelia Romero, Rosa Garrido i Manuel Abellán- i desapareguda en novembre de 1969. A partir de 1972 edita Camp de l'Arpa, amb Juan Ramón Masoliver com a director.
Com antòleg, a més de l'esmenada Antología de la nueva poesía española (1969), destaquen Narrativa catalana hoy (Barcelona: Edhasa, 1970) i una nova antologia de Poetas españoles poscontemporáneos (1974), que va ser el seu últim treball per la col·lecció El Bardo -fundada per ell el 1964-, el recorregut de la qual seria recopilat a El Bardo (1964-1974). Memoria y antología. Part de les publicacions d'aquest període van ser després reeditades per l'editorial Lúmen, mentre Amelia Romero, després d'un petit impàs, va continuar al capdavant d'El Bardo. Després d'aquest episodi, Batlló va crear "Taifa", un segell editorial amb llibreria a la Ciutat Comtal, que a l'inici de la segona dècada del segle XXI encara era el seu negoci i la seva casa.
La seva obra poètica inclou Los sueños en el cajón (1961), La mesa puesta (1964), Tocaron mi corazón (1968), Primera exposición (1970) i Canción del solitario (1971).
Batlló, qui amb el pseudònim de Martín Vilumara va fer crítica literària i social a les pàgines de Triunfo, i que va arribar a publicar sense signatura obres de difícil classificació com el seu Primer centiloquio del heterónomo, ha freqüentat també temes d'història, paisatge i costums catalans, amb títols com a Costa Brava (1976), Barcelona en color (1978) o la Guía de la provincia de Barcelona (1979), totes editades a León: Everest traduïts a l'anglès, al francès i a l'alemany.